# Вајтсборо (Алабама)
Вајтсборо (енгл. Whitesboro) насељено је место без административног статуса у америчкој савезној држави Алабама.

## Демографија
По попису из 2010. године број становника је 2.138.
| Група             | 2000.    | 2010.         |
| Белци             | 0 (0,0%) | 2.060 (96,4%) |
| Афроамериканци    | 0 (0,0%) | 15 (0,7%)     |
| Азијати           | 0 (0,0%) | 6 (0,3%)      |
| Хиспаноамериканци | 0 (0,0%) | 24 (1,1%)     |
| Укупно            | 0        | 2.138         |